# Canthon laminatus
Canthon laminatus är en skalbaggsart som beskrevs av Vladimir Balthasar 1939. Canthon laminatus ingår i släktet Canthon och familjen bladhorningar. Inga underarter finns listade.